# Ion Drîmbă
Ionel Alexandru „Ion“ Drîmbă  (* 18. März 1942 in Timișoara; † 20. Februar 2006 in Brasilien) war ein rumänischer Fechter. Er war Goldmedaillengewinner bei Olympischen Spielen.

## Leben
Ion Drimba gehörte zur rumänischen Spitze im Fechten. Er konnte 1964 im Säbel und 1964, 1968 und 1969 im Florett die nationale Meisterschaft gewinnen. Drimba nahm an den Olympischen Sommerspielen 1960 in Rom, den Olympischen Spielen 1964 in Tokio und an denen 1968 in Mexiko-Stadt teil. In Rom trat er im Florett-Einzel an. Er konnte die zweite Runde erreichen und wurde letztendlich Sechster. Vier Jahre später in Tokio trat Dimba in den Einzel- und Mannschaftswettbewerben mit dem Florett und dem Säbel an. Im Florett-Einzel belegte er den neunten Platz, mit der Mannschaft wurde Drimba Sechster. Mit dem Säbel platzierte er sich auf Platz 5, während er mit der Mannschaft Siebter wurde. In Mexiko-Stadt trat er nur in den Florett-Wettbewerben an. Mit der Mannschaft war er favorisiert, nachdem sie bei den Weltmeisterschaften des Vorjahres den Sieg errungen hatte. Im olympischen Wettbewerb unterlag die rumänische Florett-Mannschaft im Halbfinale knapp gegen die Sowjetunion. Im Einzel konnte Ion Drimba die Goldmedaille gewinnen. Es war der erste rumänische Olympiasieg im Florett-Einzel.
1969 gewann Ion Drimba Bronze mit der Florett-Mannschaft bei den Weltmeisterschaften. Danach floh er anlässlich einer Wettkampfreise in den Westen. Drimba ging nach Oberschwaben, wo er in Ravensburg, Biberach und Laupheim als Trainer arbeitete, später ging er nach Tauberbischofsheim, wo Emil Beck ihn als Trainer anstellte. Später arbeitete er in den USA, Brasilien und Venezuela. Nach dem Fall des Eisernen Vorhangs kehrte er nach Rumänien zurück, scheiterte aber mit dem Versuch, Präsident des Comitetul Olimpic și Sportiv Român zu werden. Er verstarb 2006 in Brasilien.